# Plaça de la Font Castellana
La Plaça de la Font Castellana és una plaça barcelonina a cavall dels barris del Baix Guinardó i de Can Baró. El nom de la plaça prové d'una antiga font que existia a la zona. La plaça és un important nus de vies de circulació de la zona. A la part central de la plaça hi ha una intersecció giratòria ovalada en la qual hi conflueixen l'avinguda de la Mare de Déu de Montserrat, el carrer de les Camèlies, el carrer de Polònia, el carrer de Tenerife i el carrer de Thous. La plaça està formada per unes voreres laterals de fins a 15 metres d'amplada i la part interior de la glorieta hi ha dos sortidors d'aigua a cada extrem i una esplanada central amb bancs, oms de Sibèria i un mosaic ceràmic decoratiu de l'artista Madola en homenatge a Joan Miró.